# Carles Flix i Morera
Carles Flix i Morera (Barcelona, 29 de juny de 1907 - Barcelona, 4 de febrer de 1939) fou boxejador català de la dècada de 1930.
Començà a practicar la boxa al Punching Ball Club, del barri de Gràcia, on havia nascut, de la mà del gran entrenador, Àngel Artero. Fou conegut com el matemàtic del ring o el bohemi. Juntament amb Josep Gironès i Francesc Ros, també boxejadors del barri de Gràcia, foren batejats com els tres mosqueters de Gràcia. L'any 1925, amb 18 anys, es proclamà campió de Catalunya amateur en pes gall, passant immediatament al professionalisme. El 20 de desembre de 1928 es proclamà campió d'Espanya del pes gall, en derrotar Manuel González. L'any següent es proclamà campió d'Europa en la categoria del pes gall en derrotar per punts l'italià Domenico Bernasconi. Tornà a guanyar el títol europeu en guanyar el belga Petit Biquet el 1930, perdent-lo definitivament el 1931 davant el romanès Lucian Popescu a Bucarest.
El 1936 abandonà la boxa professional després de disputar 83 combats i guanyar-ne 63. Al final de la guerra civil fou detingut per les tropes franquistes, torturat i afusellat al camp de la Bota de Barcelona.